# Tour della nazionale maschile di rugby a 15 del Canada 1994
Dopo l'ottima prestazione ai mondiali del 1991 (eliminata nei quarti di finale), la nazionale canadese di rugby XV viene sovente chiamata per tour in Europa e Oceania.
Dopo la clamorosa vittoria di Cardiff contro il Galles, nel tour del 1993, i Canadesi, guidati sempre da Gareth Ress tornano in Europa nel 1994.
Prima però si recano in USA e Argentina, dove affrontano una serie di selezioni provinciali

## Negli Stati Uniti
| Arbitro: | Brian Campsall |

|          |      |        |
| Antoni   | mt   |        |
| Williams | tr   |        |
| Williams | c.p. | Rees 5 |

## In Argentina
| Arbitro: | Ricardo Bordcoch |

|                  |      |             |
| García, Rivarola | mt   | Breen, Ross |
| Forrester        | tr   | Ross 2      |
| Forrester 7      | c.p. | Ross -      |

| Posadas 27 luglio 1994 | Misiones   | 19 – 61 | Canada XV | Club Atletico\| Arbitro: \| M. Peyrone \| |
| Arbitro:               | M. Peyrone |         |           |                                           |

| Arbitro: | Enrique Cazenave |

|                             |      |                                                   |
| Villén, Palomo meta tecnica | mt   | Toews 3, Gray, Stanley Michaluk,, Le Blanc, Tynan |
| Tynan, Stanley              | tr   | Casagna. 2                                        |
| Tynan                       | c.p. | Casagna. 2                                        |

| Arbitro: | Gabriel Bavio |

|              |      |           |
| Colli, Funes | mt   | Mackenzie |
|              | tr   | Tynan     |
| Carreras 6   | c.p. | Tynan 4   |

## In Europa
| Frassinelle Polesine 30 novembre 1994 | Italia A | 18 – 11 | Canada XV |  |

| Plymouth 3 dicembre 1994 | Combined Services | – | Canada XV |  |

| Bath 6 dicembre 1994 | Inghilterra Emergenti | 34 – 6 | Canada XV |  |

| Arbitro: | Wayne Erickson |

|                                            |      |                   |
| R Underwood 2, T Underwood Bracken, Catt 2 | mt   | Evans, Lougheed 2 |
| Andrew 6                                   | tr   | Rees 2            |
| Andrew 6                                   | c.p. |                   |

| Tolone 13 dicembre 1994 | France Sed Est | – | Canada XV |  |

| Arbitro: | Barry Leask |

|                          |      |        |
| Sella, Benetton Sadourny | mt   |        |
| Lacroix 2                | tr   |        |
| Lacroix 2                | c.p. | Rees 3 |
| Delaigue                 | drop |        |